# Терри, Тваниша
Тваниша Терри (англ. Twanisha Terry; род. 24 января 1999, Майами, Флорида) — американская легкоатлетка, специалистка по бегу на короткие дистанции. Выступает за сборную США по лёгкой атлетике с 2018 года, двукратная чемпионка мира, обладательница бронзовой медали Панамериканских игр, многократная победительница и призёрка чемпионатов первого дивизиона NCAA.

## Биография
Тваниша Терри родилась 24 января 1999 года в городе Майами, штат Флорида.
Занималась лёгкой атлетикой во время учёбы в Университете Южной Калифорнии, состояла в университетской команде USC Trojans, с которой в 2018—2021 годах успешно выступала на различных студенческих соревнованиях в США, в том числе дважды побеждала на чемпионатах первого дивизиона Национальной ассоциации студенческого спорта (NCAA) в эстафете 4 × 100 метров.
Первого серьёзного успеха на международном уровне добилась в сезоне 2018 года, когда вошла в состав американской национальной сборной и выступила на юниорском мировом первенстве в Тампере, где в беге на 100 метров выиграла серебряную медаль, уступив лишь ямайке Бриане Уильямс.
В 2019 году на молодёжном чемпионате Северной и Центральной Америки и стран Карибского бассейна в Керетаро стала серебряной призёркой в индивидуальном беге на 100 метров и победила в эстафете 4 × 100 метров. Позднее на Панамериканских играх в Лиме в тех же дисциплинах заняла пятое и третье места соответственно.
Пыталась пройти отбор на летние Олимпийские игры в Токио, однако на национальном олимпийском отборочном турнире в Юджине показала в 100-метровой дисциплине лишь десятый результат.
Благодаря череде успешных выступлений в 2022 году удостоилась права защищать честь страны на домашнем чемпионате мира в Орегоне — в программе бега на 100 метров дошла до стадии полуфиналов, тогда как в эстафете 4 × 100 метров вместе с соотечественницами Мелиссой Джефферсон, Эбби Стейнер и Дженной Прандини завоевала золото.